# Московски музеј космонаутике
Московски музеј космонаутике је највећи музеј космонаутике у Русији, са врло богатом и великом изложбом од времена првих сателита Спутник и Луна даље. Музеј лепо показује совјетски (руски) развој и напредак у космонаутици. Отворен је 18. априла 1981. на 20. годишњицу Јурија Гагарина, којим Русија обележава први лет човека у космос.
Музеј се налази испод 100 m високог, титанијумског споменика „Освајачима космоса“, који се налази на „Сверуском сајму“, метро станица ВДНХ московског метроа, у северном делу Москве.

## О музеју
Музеј се налази на више нивоа на површини од око 4.350 m². Музеј космонаутике је један од посећенијих музеја у Москви. Реновиран је у априлу 2009. и врло је модерног изгледа. Пред сам улазак у музеј се налазе коморе са имитацијом узлета, које често привлаче пажњу деце. Поред улаза се налази и продавница сувенира, модела па чак и оригиналних паковања хране за космонауте.
Цена улазнице је око 4-5 евра (2009). 

## Егзибија
У музеју се налази пуно изложбених експоната совјетске, руске па и стране космонаутике, а ту су и кинески, амерички, индијски експонати и модели ракета. Изложбени простор почиње моделима и оригиналима првобитних совјетских сателита (Восток, Сојуз) а међу занимљивостима је и кардиограм Јурија Гагарина током првог легендарног лета човека у космос. Интересантан је и модел свемирске станице Мир, у коју може да се уђе. Висок степен совјетске технологије приказује и луноход, роботско возило намењено истраживању Месеца од пре неколико деценија. Међу већим експонатима су модели ракета-носача Буран. Део музеја је намењен и личним предметима руководилаца совјетске космонаутике, у првом реду инжењера Сергеја Корољова, првог човека совјетске космонаутике.
У музеју се налазе и различити поклоњени експонати, који су припадали страним космонаутима, као што су оригинална космонаутска одела и скафандри. 
У једном делу музеја се чувају видео прикази из историје космонаутике. Укупно има око 8000 изложбених експоната.

## Галерија
- Совјетско роботско лунарно возило Луноход из 70-80. година
- Унутрашњост свемирске станице Мир
- Совјетски скафандар
- Ракетни погон РД-214
- Спутник-први сателит у космосу
- Кардиограм Јурија Гагарина 11. априла 1961, дан прије легендарног полета у свемир.
- Скафандар и ракетни погон за самостално кретање у свемиру.
- Соларне ћелије за погон сателита.